# Waldenburg, Basel-Landschaft

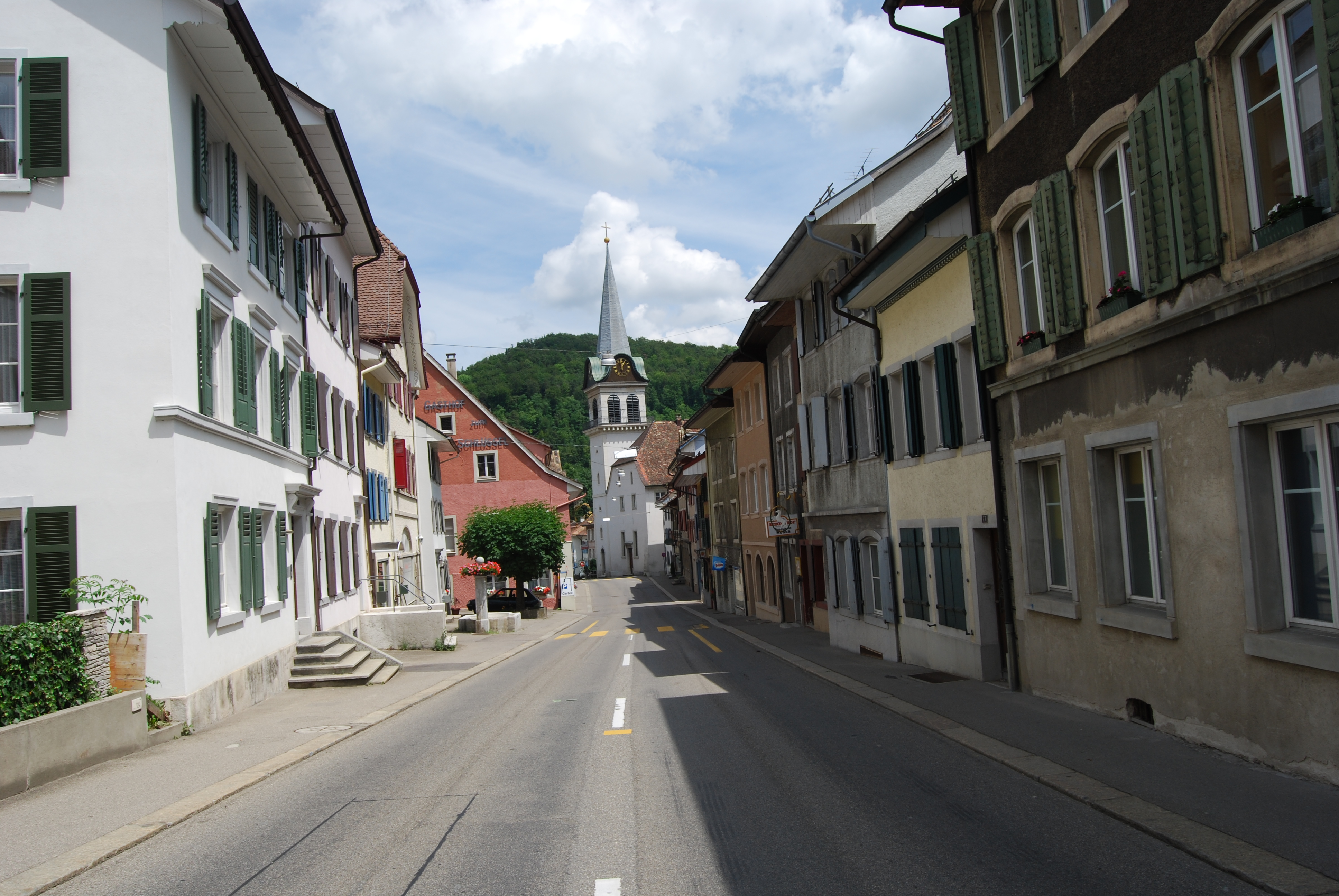
Waldenburg.

Waldenburg är en ort och kommun i kantonen Basel-Landschaft, Schweiz. Den är huvudort i distriktet med samma namn. Kommunen har 1 108 invånare (2023).